# ヘイズ郡区 (アイオワ州ブエナビスタ郡)
ヘイズ郡区は、アメリカ合衆国、アイオワ州、ブエナビスタ郡にある16の郡区の一つである。2000年の国勢調査で、人口は1144人だった。

## 地理
ヘイズ郡区は、86.4平方キロメートル（33.37平方マイル)で、Lakesideが含まれる。アメリカ地質調査所によると、この郡区はHayes TownshipとSaint Marysの2つの霊園が含まれる。